# شون ديكسون (كاتب)
شون ديكسون Sean Dixon كاتب مسرحي كندي .  اشتهر بمسرحيته المسرحية عام 2014 إله بحاجة للمساعدة،  والتي كانت مرشحة لجائزة الحاكم للدراما باللغة الإنجليزية في حفل توزيع جوائز الحاكم العام لعام 2014 . 

## الدراسة والعمل
تخرج من مدرسة المسرح الوطنية في كندا عام 1988،  بدأ حياته المهنية كممثل، وكان أحد مؤسسي شركة مسرح بريموس ومقرها وينيبيغ في أواخر الثمانينيات.  تضمنت مسرحياته المبكرة يوم الكلب (1989)،  العودة إلى المنزل (1990)،  نهاية الرومانسية العالمية (1991)،  1492 (1992)،  منطقة القرون (1995)،  بيلي ' (1999)،  والفترة الملحمية (2001). 
حصل على ترشيحات لجائزة دورا مافور مور لأفضل مسرحية أصلية، مسرح مستقل عام 1993 عن عام 1492،  وأفضل مسرحية أصلية، مسرح عام عام 2014 عن إله محتاج للمساعدة .  وشملت مسرحياته اللاحقة فندق ويلبرفورس (2015)  وذا أورانج دوت (2017). 

## الروايات
نشر روايتين خياليتين للقراء الشباب، "العباءة الريشية" (2007)  و "الشتاء الجاف" (2009)،  وروايات البالغين "الفتيات اللاتي رأين كل شيء" (2007)  انتقامات العديد من كيب فلين (2011)  و اختطاف سبعة مزورين (2023). 

## حياته الشخصية
يعيش في مدينة تورنتو في أونتاريو، وهو متزوج من مخرجة الأفلام الوثائقية كاترينا جيجيك .